# Chiesa cattolica in Francia
La Chiesa cattolica in Francia è parte della Chiesa cattolica universale, sotto la guida spirituale del Papa e della Santa Sede.
Ci sono 47 milioni di battezzati cattolici in Francia (77% della popolazione), organizzati in 98 diocesi e con circa 19.640 preti (2008). Il numero dei praticanti è notevolmente inferiore.
Si tratta della settima nazione per numero di cattolici dopo Brasile, Messico, Filippine, Stati Uniti d'America, Repubblica Democratica del Congo e Italia.

## Storia della Chiesa in Francia

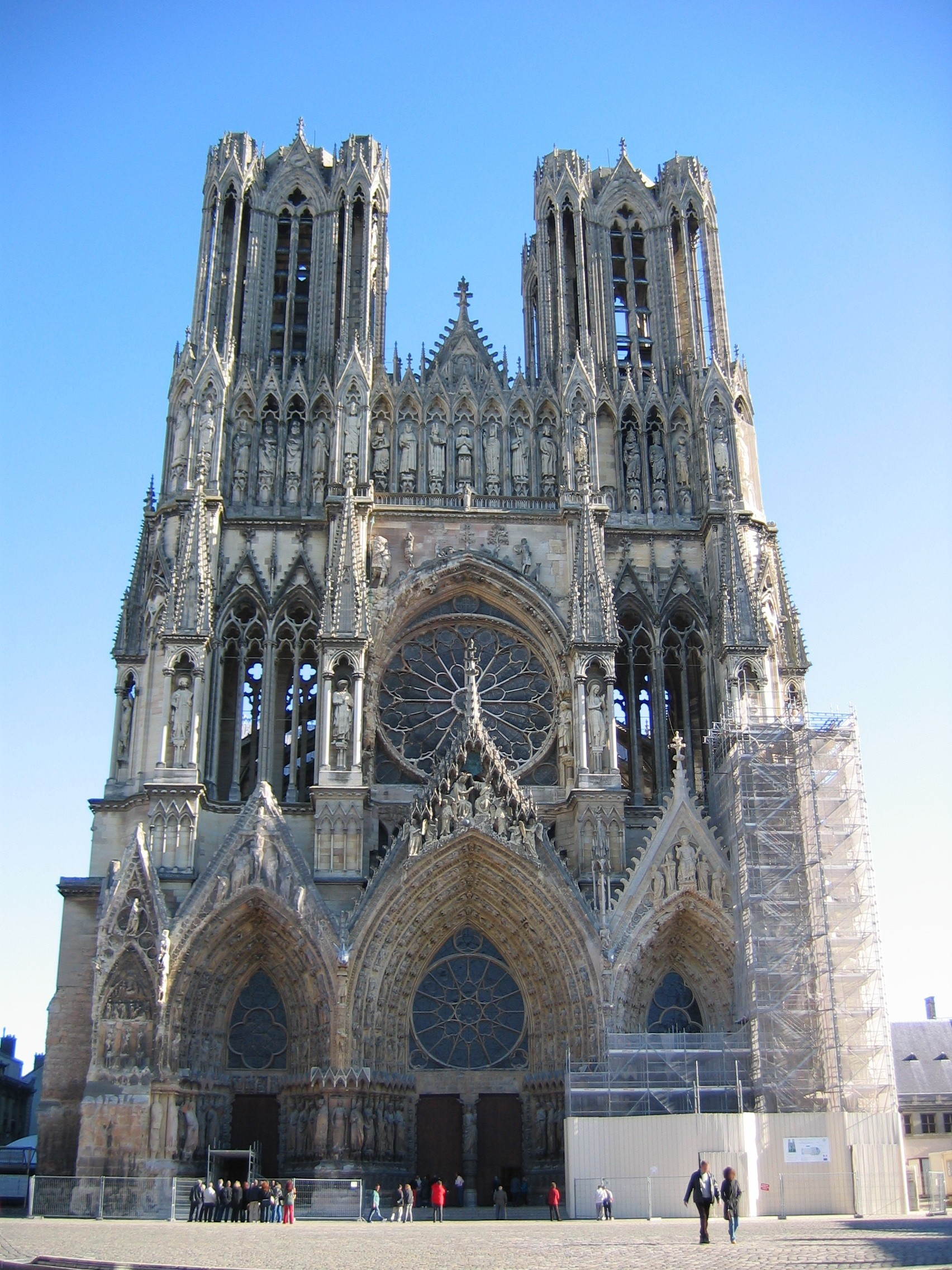
La cattedrale di Reims dove per mille anni furono incoronati i re di Francia

### Ancien régime
Prima della Rivoluzione francese, il cattolicesimo era in Francia la religione di Stato fin dalla conversione di Clodoveo I, che diede alla Francia il titolo di figlia prediletta della Chiesa. 
Per qualche tempo, nel XIV secolo, la Francia fu anche residenza dei papi nella città di Avignone. Il re di Francia era anche noto come Re cristianissimo. La Chiesa in Francia a più riprese mostrò una marcata autonomia rispetto a Roma, una tendenza nota come gallicanesimo.

### Rivoluzione francese ed epoca napoleonica (1789-1815)
Con la rivoluzione francese venne sancita la libertà di coscienza, a cui fece seguito però una forte persecuzione della Chiesa. Nel 1801 Napoleone stipulò un Concordato con la Chiesa, con il quale lo stato forniva sussidi alla religione cattolica (a cui era attribuito lo status di religione della maggioranza dei francesi), come pure al giudaismo, al luteranesimo e al calvinismo.

### Restaurazione (1815-1830)
Sotto Luigi XVIII, dal punto di vista giuridico, in Francia viene mantenuto il concordato napoleonico del 1801. Ci fu, è vero, un tentativo di annullare questo concordato per ritornare di fatto a quello del 1516. Ma l'accordo non venne ratificato in Parlamento per l'opposizione dei giuristi gallicani e dei liberali, che mal vedevano le eccessive richieste degli ultras (cattolici intransigenti). Pio VII, che ottenne da Luigi XVIII il ristabilimento di parte delle diocesi soppresse da Napoleone, rinunciò ad un nuovo concordato.
Il periodo 1815-1830 (quello della restaurazione francese) vede la Francia spostarsi politicamente sempre più a destra, specie dopo l'uccisione del duca di Berry (principe ereditario) e la salita al trono di Carlo X (1824). Vengono emanate leggi a favore della Chiesa:
- riposo domenicale obbligatorio,
- proibizione di ogni attacco alla Chiesa,
- legge sul sacrilegio,
- legge del 1825 favorevole alle Congregazioni religiose femminili (approvazione per sola via amministrativa).

Non mancarono leggi in senso contrario, per l'avversione dell'opinione pubblica liberale (non ancora sufficientemente rappresentata in Parlamento): per esempio la legge del 1828 sui seminari (limitazione degli alunni, divieto di professori appartenenti a Congregazioni religiose non autorizzate). Di fatto tale legge colpiva la scuola libera, perché i seminari erano per lo più collegi. In genere la politica religiosa di Carlo X è molto discutibile e si ritorcerà ben presto contro la Chiesa che il re pretendeva servire.
Dal punto di vista prettamente religioso si nota in questo periodo un notevole risveglio: aumento delle vocazioni, nascita di molti istituti religiosi maschili e femminili, rinnovo dell'episcopato con la presenza di vescovi troppo però più dediti all'amministrazione che alle iniziative pastorali, sviluppo di una formazione sacerdotale più attenta alla pastorale (vedi l'esempio del curato d'Ars), la diffusione delle missioni popolari per la ricristianizzazione delle campagne dopo l'ondata rivoluzionaria.
Nello stesso periodo si sviluppò d'altronde anche un acceso anticlericalismo, in reazione al tentativo della riconquista cristiana della società. Ne sono un esempio: stampa anticlericale, crisi di fede e diminuzione della pratica religiosa (specie nelle città e tra la borghesia), pubblicazioni numerose delle opere di Voltaire e Rousseau, giornali scandalistici anticlericali (Le Censeur e Le Constitutionnel), forte antigesuitismo (i gesuiti ritornano in Francia in questo periodo).

### Monarchia di luglio (1830-1848)
La Rivoluzione di luglio (1830) fu una rivoluzione decisamente borghese e anticleriale, per lo stretto legame fra trono ed altare, fra Borboni e Chiesa. La rivolta portò al trono il "re borghese" Luigi Filippo, subito riconosciuto "re cristianissimo" da papa Pio VIII il 25 settembre (nonostante il parere diverso di alcuni cardinali). Ci furono delle reazioni legittimiste: l'arcivescovo di Parigi Hyacinthe-Louis de Quélen finì per provocare incidenti mentre il nunzio Lambruschini fu richiamato a Roma.
La "Monarchia di Luglio" (1830-1848) mantenne una posizione equilibrata nei confronti della Chiesa (ma sostanzialmente distaccata). Ne sono esempio le buone nomine dei vescovi d'intesa con l'episcopato. Un colpo al gallicanesimo fu dato dalla reazione di molti vescovi contro il Dupin, autore di un manuale gallicaneggiante.
Anche in questo periodo continua la vitalità della Chiesa francese. Tre punti soprattutto:
- ritorno degli antichi ordini: già i gesuiti in precedenza; nel 1833 i benedettini a Solesmes; nel 1841 i domenicani;
- vitalità intellettuale: è da ricordare l'opera di Federico Ozanam, fondatore delle "Conferenze di san Vincenzo", per lungo tempo uno dei pochi rimedi alla questione sociale; e il Migne, organizzatore più che intellettuale, con la collana di patristica che porta il suo nome;
- la lotta per la libertà della scuola, sostenuta con L'Avenir e dal Montalembert; la legge Guizot del 1833 pronuncerà la libertà per la scuola elementare; la lotta vide coinvolti i gesuiti che grazie alla legge avevano aperto un certo numero di collegi.

Ultima annotazione: le condizioni del clero inferiore, i "desservantes": amovibili e poveri.

### Secondo Ottocento
Durante la Terza Repubblica lo scontento di alcuni settori politici per l'influsso crescente della Chiesa nell'educazione e nella vita pubblica portò ad una serie di riforme tendenti a ridurre questa influenza, tra le proteste dei gruppi ultramontani.

### Primo Novecento
Infine, nel 1905, la legge sulla separazione della Chiesa dallo Stato rimosse lo status speciale delle quattro religioni (con l'eccezione dell'Alsazia - Mosella), ma permettendo loro l'uso delle chiese, di proprietà statale, già utilizzate prima del 1905. Da allora la dottrina prevalente è quella della laicità dello stato, cioè della neutralità nei confronti della religione e separazione della religione dalla sfera pubblica.

### Secondo Novecento e terzo millennio
In Francia si avverte un forte calo di vocazioni alla vita religiosa, a partire dagli anni cinquanta del XX secolo, e, in modo più accentuato con la rivoluzione culturale della fine degli anni sessanta. La Conferenza Episcopale di Francia fornisce dei dati statistici aggiornati.
Sacerdoti (2019): 13.775;
Diaconi permanenti (2019): 2.967;
Religiose di vita apostolica e monacale (2019): 19.724;
Religiosi non sacerdoti (2019): 5.200;
Seminaristi maggiori (2020): 850.
In Francia, più che altrove, è fiorente la celebrazione della messa tridentina in latino. Nel 2016 il 20% di tutte le vocazioni sacerdotali presenti nel territorio nazionale era legato alla liturgia tradizionale.

## Suddivisioni

province ecclesiastiche francesi dopo il 2002

### Francia metropolitana

#### Diocesi di rito latino
- Provincia ecclesiastica di Besançon: Arcidiocesi di Besançon
  - Diocesi di Belfort-Montbéliard
  - Diocesi di Nancy
  - Diocesi di Saint-Claude
  - Diocesi di Saint-Dié
  - Diocesi di Verdun

- Provincia ecclesiastica di Bordeaux: Arcidiocesi di Bordeaux
  - Diocesi di Agen
  - Diocesi di Aire e Dax
  - Diocesi di Bayonne
  - Diocesi di Périgueux

- Provincia ecclesiastica di Clermont: Arcidiocesi di Clermont
  - Diocesi di Le Puy-en-Velay
  - Diocesi di Moulins
  - Diocesi di Saint-Flour

- Provincia ecclesiastica di Digione: Arcidiocesi di Digione
  - Diocesi di Autun
  - Diocesi di Nevers
  - Arcidiocesi di Sens (non metropolitana)
  - Missione di Francia (prelatura territoriale)

- Provincia ecclesiastica di Lilla:[5] Arcidiocesi di Lilla
  - Arcidiocesi di Cambrai (non metropolitana)
  - Diocesi di Arras

- Provincia ecclesiastica di Lione: Arcidiocesi di Lione
  - Diocesi di Annecy
  - Diocesi di Belley-Ars
  - Arcidiocesi di Chambéry, San Giovanni di Moriana e Tarantasia (non metropolitana)
  - Diocesi di Grenoble-Vienne
  - Diocesi di Saint-Étienne
  - Diocesi di Valence
  - Diocesi di Viviers

- Provincia ecclesiastica di Marsiglia: Arcidiocesi di Marsiglia
  - Arcidiocesi di Aix (non metropolitana)
  - Diocesi di Ajaccio
  - Arcidiocesi di Avignone (non metropolitana)
  - Diocesi di Digne
  - Diocesi di Fréjus-Tolone
  - Diocesi di Gap-Embrun
  - Diocesi di Nizza

- Provincia ecclesiastica di Montpellier: Arcidiocesi di Montpellier
  - Diocesi di Carcassonne e Narbona
  - Diocesi di Mende
  - Diocesi di Nîmes
  - Diocesi di Perpignano-Elne

- Provincia ecclesiastica di Parigi: Arcidiocesi di Parigi
  - Diocesi di Créteil
  - Diocesi di Évry-Corbeil-Essonnes
  - Diocesi di Meaux
  - Diocesi di Nanterre
  - Diocesi di Pontoise
  - Diocesi di Saint-Denis
  - Diocesi di Versailles

- Provincia ecclesiastica di Poitiers: Arcidiocesi di Poitiers
  - Diocesi di Angoulême
  - Diocesi di La Rochelle
  - Diocesi di Limoges
  - Diocesi di Tulle

- Provincia ecclesiastica di Reims: Arcidiocesi di Reims
  - Diocesi di Amiens
  - Diocesi di Beauvais
  - Diocesi di Châlons
  - Diocesi di Langres
  - Diocesi di Soissons
  - Diocesi di Troyes

- Provincia ecclesiastica di Rennes: Arcidiocesi di Rennes
  - Diocesi di Angers
  - Diocesi di Laval
  - Diocesi di Le Mans
  - Diocesi di Luçon
  - Diocesi di Nantes
  - Diocesi di Quimper
  - Diocesi di Saint-Brieuc
  - Diocesi di Vannes

- Provincia ecclesiastica di Rouen: Arcidiocesi di Rouen
  - Diocesi di Bayeux-Lisieux
  - Diocesi di Coutances
  - Diocesi di Évreux
  - Diocesi di Le Havre
  - Diocesi di Séez

- Provincia ecclesiastica di Tolosa: Arcidiocesi di Tolosa
  - Arcidiocesi di Albi (non metropolitana)
  - Arcidiocesi di Auch (non metropolitana)
  - Diocesi di Cahors
  - Diocesi di Montauban
  - Diocesi di Pamiers
  - Diocesi di Rodez
  - Diocesi di Tarbes e Lourdes

- Provincia ecclesiastica di Tours: Arcidiocesi di Tours
  - Diocesi di Blois
  - Arcidiocesi di Bourges (non metropolitana)
  - Diocesi di Chartres
  - Diocesi di Orléans

- Immediatamente soggette alla Santa Sede:
  - Arcidiocesi di Strasburgo
  - Diocesi di Metz
  - Ordinariato militare in Francia

#### Diocesi di rito orientale
- Eparchia della Santa Croce di Parigi (Chiesa armeno-cattolica)
- Eparchia di San Vladimiro il Grande di Parigi (Chiesa greco-cattolica ucraina)
- Eparchia di Nostra Signora del Libano di Parigi dei Maroniti (Chiesa maronita)
- Ordinariato di Francia per i fedeli di rito orientale

### Francia d'oltremare
- Provincia ecclesiastica di Fort-de-France[6]: Arcidiocesi di Fort-de-France
  - Diocesi di Basse-Terre
  - Diocesi di Caienna

- Provincia ecclesiastica di Numea[7]: Arcidiocesi di Numea
  - Diocesi di Wallis e Futuna
  - Diocesi di Port-Vila

- Provincia ecclesiastica di Papeete[8]: Arcidiocesi di Papeete
  - Diocesi di Taiohae o Tefenuaenata

- Circoscrizioni immediatamente soggette alla Santa Sede:
  - Diocesi di Saint-Denis-de-La Réunion[9]

Mayotte appartiene alla giurisdizione ecclesiastica del vicariato apostolico delle Isole Comore. Saint-Pierre e Miquelon rientrano nel territorio della diocesi di La Rochelle.

### Sedi rette da cardinali
Attualmente 2 sedi sono rette da cardinali:
- arcidiocesi di Marsiglia, retta dal cardinale Jean-Marc Aveline;
- diocesi di Ajaccio, retta dal cardinale François-Xavier Bustillo, O.F.M.Conv.

## Luoghi di pellegrinaggio

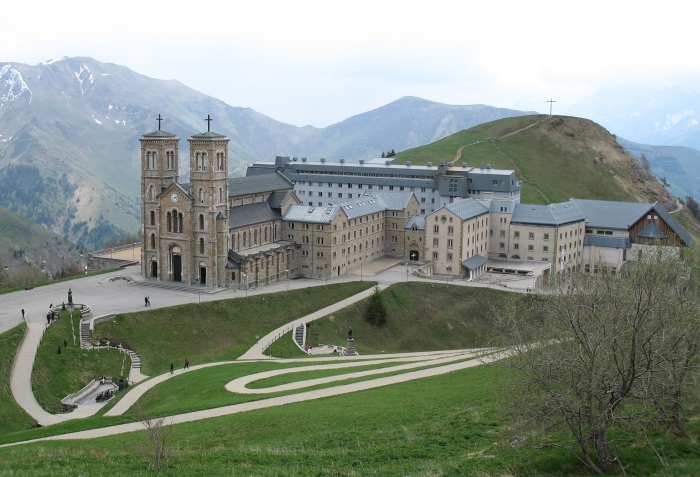
Il santuario mariano della Salette

La Francia è anche la sede di uno dei più visitati luoghi di pellegrinaggio, il santuario di Nostra Signora di Lourdes.
Altri siti di pellegrinaggio sono:
- la basilica di Santa Teresa di Lisieux
- la basilica di Nostra Signora de La Salette